# San Vittore
San Vittore je obec ve švýcarském kantonu Graubünden, okresu Moesa. Nachází se v údolí řeky Moesa, asi 75 kilometrů jihozápadně od kantonálního hlavního města Churu, v nadmořské výšce 278 metrů. Žije zde 834 obyvatel.

## Geografie

Letecký pohled na obec (1964)

Obec sousedí na západě s kantonem Ticino a leží na obou březích řeky Moesa na konci údolí Val Mesolcina, jen několik kilometrů od Bellinzony, hlavního města Ticina. Katastr obce na levém břehu řeky řeky je neobydlený a zalesněný. Na pravém břehu řeky se obec rozprostírá daleko na severu až do nadmořské výšky 2278 m n. m. u vrcholu Mot Ciarin.
Obec se skládá z hlavního centra a místní části Monticello (337 m n. m.), ležící asi tři kilometry západně, přímo na hranici kantonu. Z celkové rozlohy obce necelých 22 km² zaujímají lesy a lesní porosty 1469 ha. Zemědělská půda zaujímá 341 ha a 331 ha tvoří neproduktivní půda (většinou hory). Zbývajících 62 ha tvoří plochy osídlení.
K obci patří dlouhá exkláva Alpe di Rescignaga, která na jihu hraničí s Itálií a je zcela obklopena územím obce Roveredo.
Sousedními obcemi jsou také Buseno a Calanca v kantonu Graubünden, Arbedo-Castione v kantonu Ticino a Gravedona ed Uniti (dříve Germasino) v Itálii.

## Historie

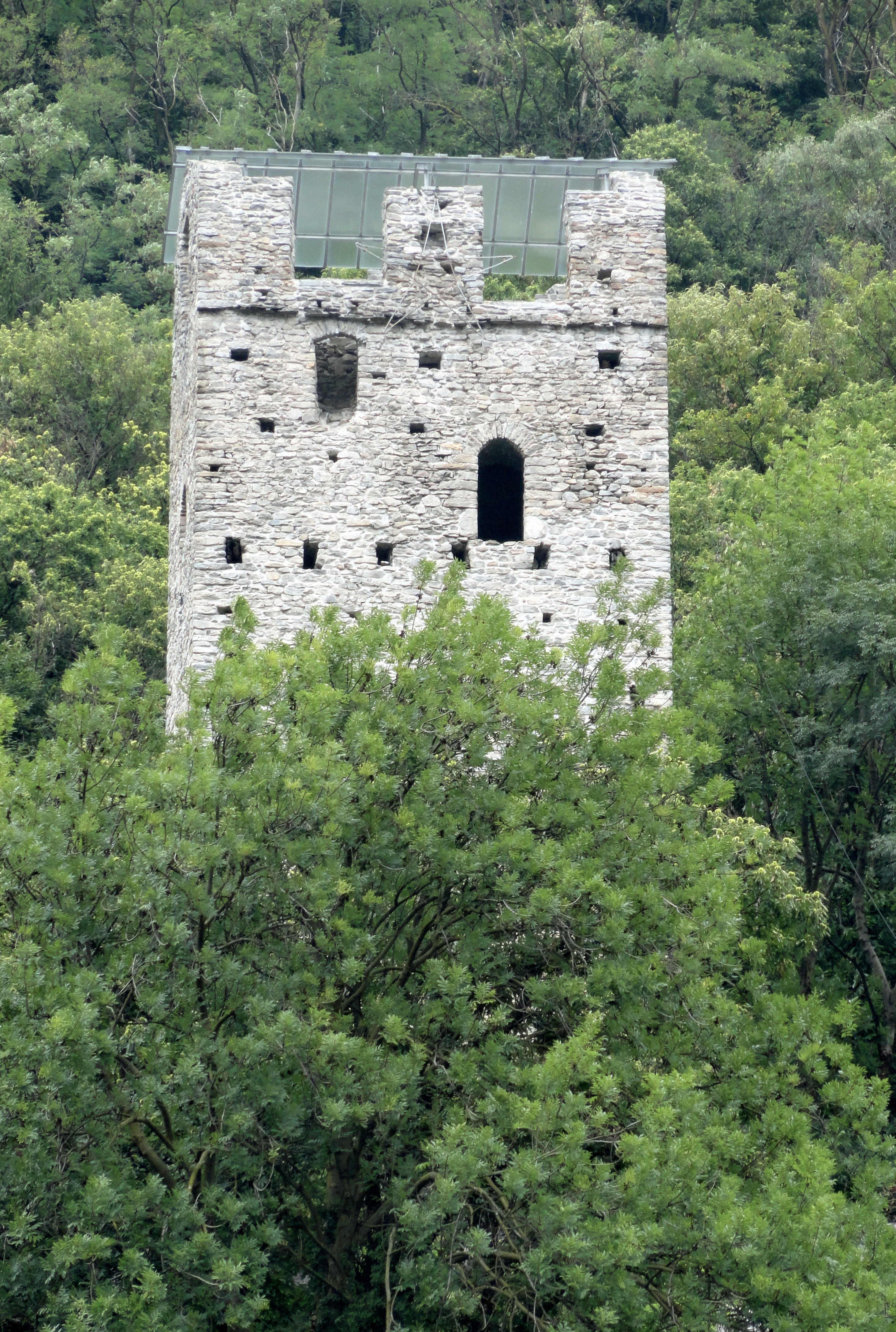
Hrad Torre di Palla

První zmínka o obci pochází z roku 1168 a nese název sancto Victore. Nejstarším kostelem je Santa Croce v části Campagna, starý je také kostel San Lucio v části Palla a kostel Panny Marie v Monticellu. Hlavní kostel je zasvěcen svatému Viktoru a Janu Křtiteli. Kanonii se šesti kanovníky v San Vittore založil v roce 1219 Heinrich von Sax. Byli zodpovědní za pastoraci údolí Misox a Calanca. Po jmenování duchovního na počátku 17. století se jednotlivé kostely začaly oddělovat a vedly ke zrušení kláštera.
San Vittore bylo spojeno s Roveredem až do roku 1646, kdy došlo k rozdělení lesů a alp. Od té doby tvoří samostatnou obec, jejíž historie je totožná s historií údolí Misox.

## Obyvatelstvo
| Rok            | 1826 | 1850 | 1900 | 1950 | 1970 | 1980 | 2000 | 2004 | 2010 | 2011 | 2012 | 2013 | 2020 |
| Počet obyvatel | 465  | 594  | 517  | 468  | 666  | 555  | 657  | 688  | 714  | 724  | 742  | 754  | 864  |

Údolí Moesa je jednou z italsky mluvících oblastí kantonu Graubünden. Převážná většina obyvatel obce tak hovoří italsky.

## Doprava

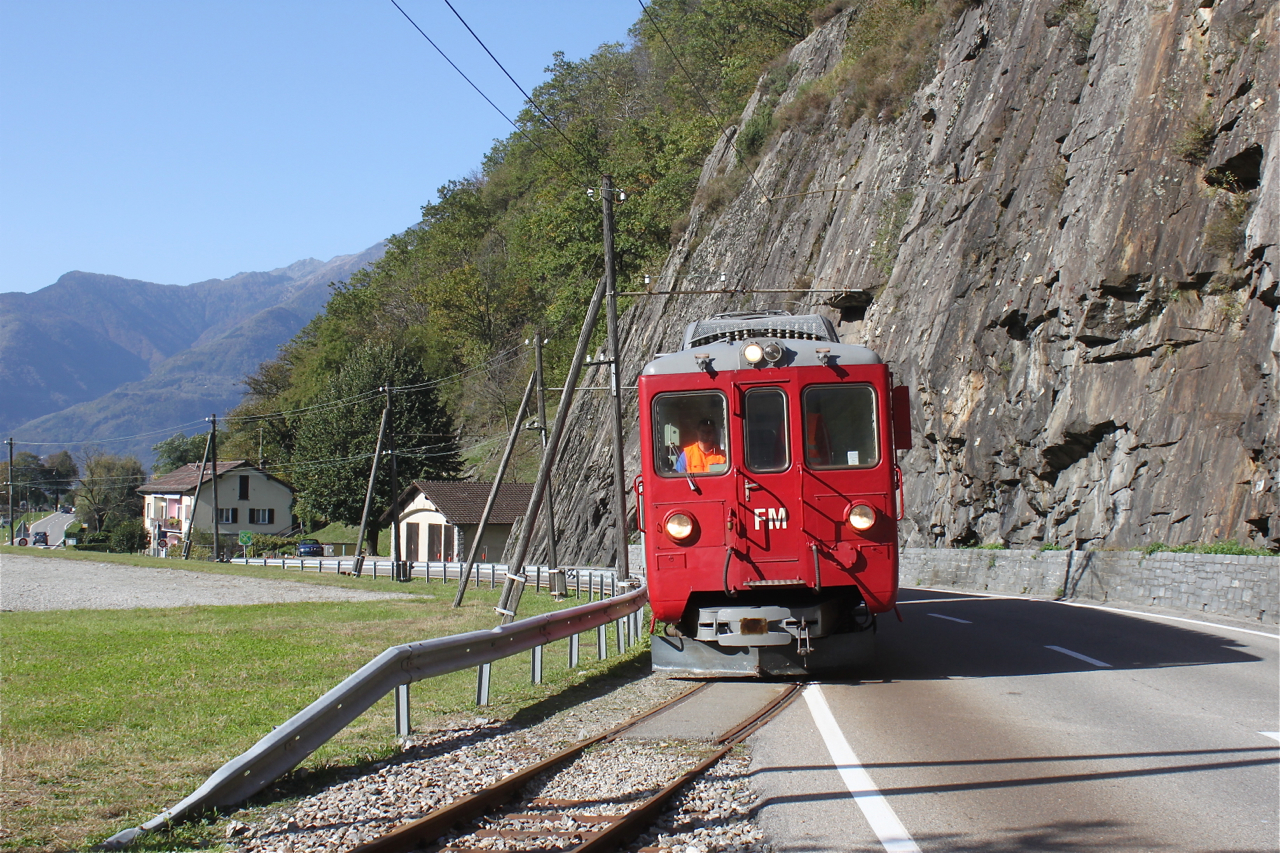
Historický vlak na trati nedaleko San Vittore (2012)

San Vittore leží na kantonální hlavní silnici č. 13. Západně od obce vede také dálnice A13 v trase St. Margrethen – Chur – Bellinzona (nejbližší exit 39). 
Železniční spojení do obce zajišťovala železniční trať z Bellinzony do Mesocca, otevřená roku 1907. Pro malý zájem cestujcích byla na trati v květnu 1972 ukončena osobní doprava a zcela zrušen úsek mezi Bellinzonou a stanicí Castione-Arbedo. V roce 1978 horní úsek trati poničila silná bouře a i nákladní doprava byla následně zcela zastavena. Na zbylém úseku Castione-Arbedo – Cama probíhal až do roku 2013 muzejní turistický provoz; od roku 2013 je trať zcela bez provozu a čeká na další osud.